# Витька Шушера и автомобиль
«Витька Шушера и автомобиль» — российский художественный фильм 1993 года кинорежиссёра Вероники Токарской.

## Сюжет
Фильм рассказывает о подростке Витьке, прозванного в интернате «Шушерой», который имеет нелёгкие взаимоотношения с матерью, собирающейся устроить свою личную жизнь. Однажды ему везёт в жизни, когда он выиграл автомобиль «Волга» ГАЗ-24 в лотерею «Спринт».

## В ролях
- Алёша Антипов — Витька
- Наталья Коренченко — Надя
- Елена Яковлева — мать Вити, стюардесса
- Сергей Варчук — Алик, ухажёр мамы Вити
- Наталья Крачковская — Серафима Львовна, учительница физики
- Людмила Аринина — учительница русского и литературы
- Ольга Лапшина
- Зоя Василькова — сестра-хозяйка в интернате
- Сергей Николаев — учитель математики
- Анна Ильина
- Вячеслав Гришечкин — учитель физкультуры
- Мария Виноградова — сестра-хозяйка в интернате
- Михаил Ремизов
- Мария Величкина